# Hadziidae
Hadziidae es una familia de crustáceos anfípodos. Sus 94 especies se distribuyen por todo el mundo.

## Clasificación
Se reconocen los siguientes géneros:
- Allotexiweckelia Holsinger, 1980
- Alloweckelia Holsinger & Peck, 1968
- Apoweckelia Stock, 1985
- Bahadzia Holsinger, 1985
- Dulzura J.L. Barnard, 1969
- Hadzia S. Karaman, 1932
- Holsingerius Karaman & Barnard, 1982
- Indoweckelia Holsinger & Ruffo, 2002
- Mayaweckelia Holsinger, 1977
- Metahadzia Stock, 1977
- Metaniphargus Stephensen, 1933
- Mexiweckelia Holsinger & Minckley, 1971
- Paraholsingerius Sawicki & Holsinger, 2005
- Paramexiweckelia Holsinger, 1981
- Paraweckelia Shoemaker, 1959
- Parhadzia Vigna-Taglianti, 1988
- Phreatomelita Ruffo, 1979
- Protohadzia Zimmerman & Barnard, 1977
- Psammoniphargus Ruffo, 1956
- Radoweckelia Stock, 1985
- Saliweckelia Stock, 1977
- Tamaweckelia Sawicki & Holsinger, 2005
- Texiweckelia Holsinger, 1980
- Texiweckeliopsis Karaman & Barnard, 1982
- Tuluweckelia Holsinger, 1990
- Weckelia Shoemaker, 1942
- Zhadia Lowry & Fenwick, 1983
- Zombiweckelia Stock, 1985